# Akseli Gallen-Kallela
Akseli Gallen-Kallela (Pori, Finlandia, 26 de abril de 1865 - Estocolmo, Suecia, 7 de marzo de 1931) fue un artesano, ilustrador y pintor finlandés, muy conocido por sus ilustraciones del Kalevala, el poema épico nacional finés. Su trabajo se considera muy importante en el surgimiento del sentimiento nacional de ese país.

## Infancia y juventud
Perteneciente a la minoría de habla sueca, su verdadero nombre era Axél Waldemar Gallén. Nació en Pori/Björneborg, en la costa oeste de Finlandia. Su padre, Peter Gallén, trabajaba como jefe de policía y abogado. A la edad de once años fue enviado a Helsinki a estudiar en una escuela de gramática, visto que su padre se oponía a sus ambiciones de ser pintor. Tras la muerte de Peter en 1879, Gallen-Kallela empezó a recibir clases de dibujo en la Sociedad Finlandesa de Arte.
En 1884 se traslada a París, para estudiar en la prestigiosa Académie Julian, en la que desarrolló su estilo pictórico realista. Posteriormente estudiaría en el Taller Cormon y otras escuelas. En París trabó amistad con otros pintores, como el finlandés Albert Edelfelt o el noruego Adam Dörnberger, así como con el escritor sueco August Strindberg.

### Simbolismo y nacionalismo
En 1890 contrae matrimonio con Mary Slöör. La pareja tuvo tres hijos, Impi Marjatta, Kristi y Jorma. Durante su luna de miel en la Karelia Oriental, Gallen-Kallela, impregnado por las tradiciones que allí se preservaban, empezó a recopilar material para sus representaciones del Kalevala, a la vez que su estilo iba decantándose progresivamente hacia el simbolismo. Este viaje se considerará más tarde como el inicio de la orientación conocida como karelianismo en el arte finés. 

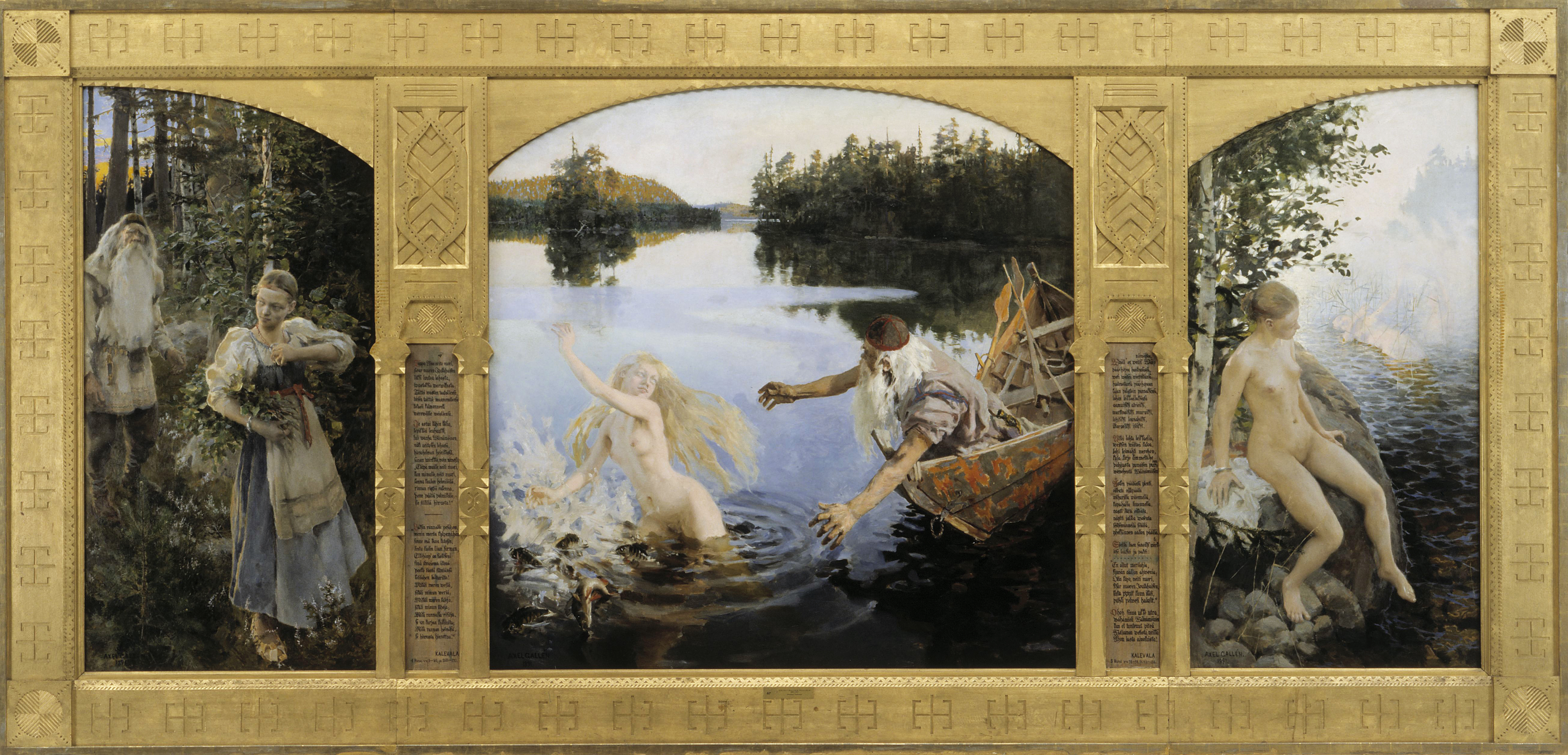
La leyenda de Aino (Aino-taru, 1891). Museo de arte Ateneum^{} (Helsinki). Este famoso "Tríptico de Aino" representa la historia de la hermana del atolondrado Joukahainen, quien, a cambio de su libertad, se la ofreció al viejo rapsoda Väinämöinen, ante el que había perdido una competición de poesía.
IZQUIERDA: Encuentro en el bosque entre la muchacha y el viejo rapsoda.
DERECHA: Aino oye la llamada de las doncellas de la diosa del mar Vellamo.
CENTRO: El viejo desecha un pez pequeño que resulta ser Aino, que se ríe de él y se le escapa.

Este periodo se caracteriza en su pintura por la realización de representaciones románticas del poema impregnadas de simbolismo, tales como el Tríptico de Aino, así como por numerosas pinturas paisajísticas. Durante toda esta década aplicaría los principios del Art Nouveau a sus pinturas y diseños. Un ejemplo pueden ser los frescos que se encuentran en el vestíbulo central del Museo Nacional de Historia de Helsinki, y que representan diferentes pasajes del Kalevala con fuertes trazos y amplias áreas de vivos colores.
En diciembre de 1894 se traslada a Berlín para supervisar personalmente la exhibición conjunta de sus trabajos con los del noruego Edvard Munch. En marzo de 1895 recibe por telegrama la noticia de que su hija Impi Marjatta ha muerto de difteria. Este acontecimiento tendría una influencia determinante en su trabajo posterior. Mientras sus pinturas previas habían estado impregnadas de romanticismo, tras la muerte de su hija Gallen-Kallela realizaría trabajos más agresivos tales como La defensa del Sampo, La venganza de Joukahainen y La madre de Lemminkäinen.
Para la Exposición Universal de París de 1900, Gallen-Kallela pintaría los frescos del Pabellón Finlandés. En dichos frescos sus ideas políticas, en lucha contra la rusificación de Finlandia, se muestran de un modo evidente. Así, una de las serpientes del fresco llamado Ilmarinen arando el campo de las víboras lleva en su cabeza la corona de los Romanov, y el mismo proceso de extraer las víboras del campo es una clara referencia a su deseo de conseguir la independencia de Finlandia. Con esta obra logró una Medalla de Oro en la propia exposición y, dos años más tarde, la Legión de Honor francesa
También pintó los frescos del Mausoleo de Jusélius en Pori entre 1901 y 1903 (dichos frescos pronto se vieron dañados por la aparición de manchas blancas, y Jusélius le encargó al hijo de Gallen-Kallela, Jorma, su reparación; Jorma completó dicho trabajo poco antes de su muerte en 1939, abatido durante la II Guerra Mundial mientras protegía la vida del entonces capitán Adolf Ehrnrooth). Tras finalizar los frescos, un proyecto que le llevó tres años, Gallen-Kallela pintó un gran número de temas procedentes de la naturaleza en lo que él mismo definió como un “período de purificación”. 
Akseli Gallen-Kallela cambió oficialmente su nombre para que sonase menos sueco y más finlandés en 1907, en un proceso habitual entre los activistas a favor de la lengua finesa. Ese mismo año publica una edición ilustrada de Seitsëman veljesta ("Los siete hermanos"), la novela de Aleksis Kivi. En 1909 se traslada a Nairobi, en el África Oriental británica, actualmente Kenia, con su familia pero regresa a Finlandia un par de años después. Entre 1911 y 1913 diseñó y construyó una casa con estudio en Tarvaspää, a unos diez kilómetros al norte de Helsinki, donde se trasladó a vivir con su familia.
Durante 1918, tanto Gallen-Kallela como su hijo Jorma toman parte en la guerra civil finlandesa que acabó con la victoria “blanca”, bando en el que los Gallen-Kallela luchaban, suponiendo el final de la hegemonía militar rusa sobre Finlandia, aunque también provocara una profunda división entre los finlandeses. Cuando el regente General Mannerheim fue informado de la participación de ambos pintores en el conflicto, invitó a Gallen-Kallela a diseñar las banderas, condecoraciones oficiales (tales como la Cruz de la Libertad o la Cruz de la Orden de la Rosa Blanca, aún en uso) y uniformes para el nuevo estado independiente. En 1919 es nombrado ayudante de campo de Mannerheim. Más tarde continuaría con sus viajes, viviendo en Chicago en 1923-1924 y posteriormente en Tao (Nuevo México, Estados Unidos) en 1926. Durante este período estudió el arte y la cultura de los indios americanos.

### Últimos años

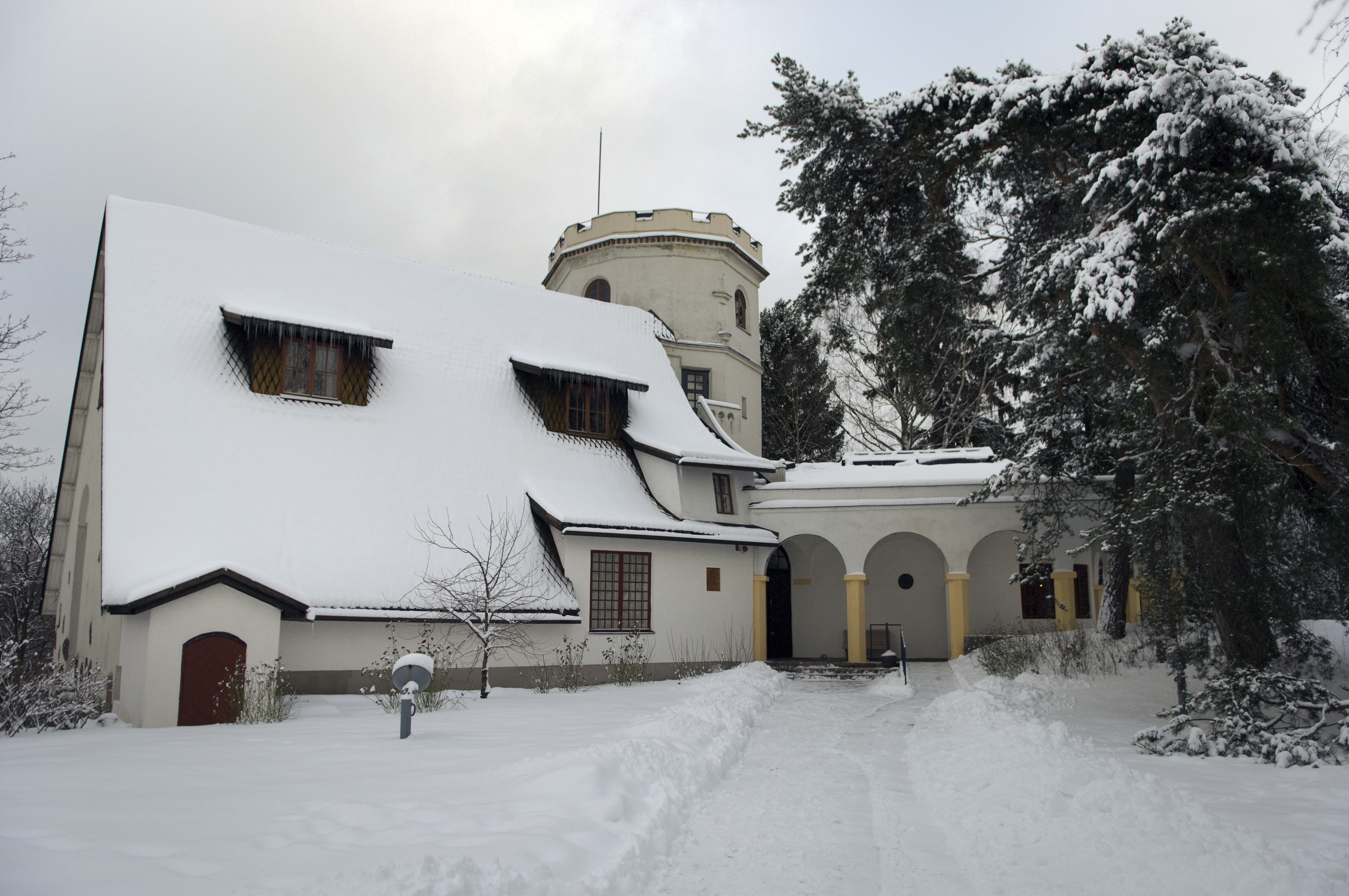
Museo Gallen-Kallela, Tarvaspää

En 1922 se publica una nueva edición del Kalevala, ilustrada por el pintor. Durante los últimos años de su vida, Gallen-Kallela continuaría experimentando dentro de su propio estilo pictórico, y continuaría exponiendo con Die Brücke, el grupo expresionista alemán del que formaba parte desde 1907. 
En 1925, comienza a realizar las ilustraciones de lo que denominaría su “Gran Kalevala”. Todavía se encontraban sin finalizar cuando, a la vuelta de una lectura en Copenhague, Dinamarca, contrajo neumonía en Estocolmo, Suecia, donde falleció en el Hotel Reisen el 7 de marzo de 1931.
En 1961, la casa-taller que construyó en Tarvaspää fue inaugurada como Museo Gallen-Kallela, convirtiéndose así en el lugar de referencia para visitar gran parte de su obra, así como diversos trabajos de investigación sobre el propio pintor.

## Pinturas
- Niño con un cuervo (Poika ja varis) (1884)
- Vieja y gato (Akka ja kissa) (1885)
- Démasquée (1888)
- El mito de Aino (Aino-taru) (1891)
- La catarata de Mäntykoski (1892)
- Escena de invierno en Imatra (1893)
- La forja del Sampo (Sammon taonta) (1893)
- Jean Sibelius (1894)
- Simposio (Symposion) (1894)
- El bote de Väinämöinen (Väinämöisen lähtö) (1895)
- La defensa del Sampo (Sammon puolustus) (1896)
- El fratricida (Velisurmaaja) (1897)
- La venganza de Joukahainen (Joukahaisen kosto) (1897)
- La madre de Lemminkäinen (Lemminkäisen äiti) (1897)
- La maldición de Kullervo (Kullervon kirous) (1899)
- Kullervo se dirige a la guerra (1901)
- Lago Keitele (1905), en la National Gallery de Londres
- Ad Astra (1907)

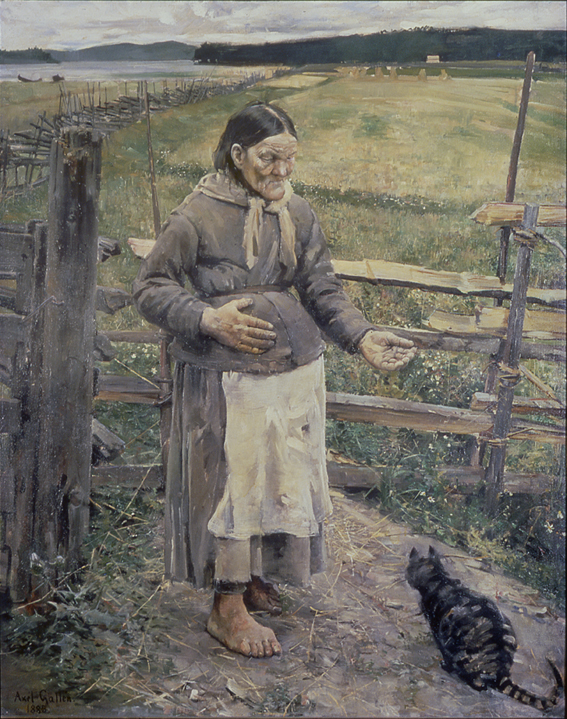
Vieja y gato
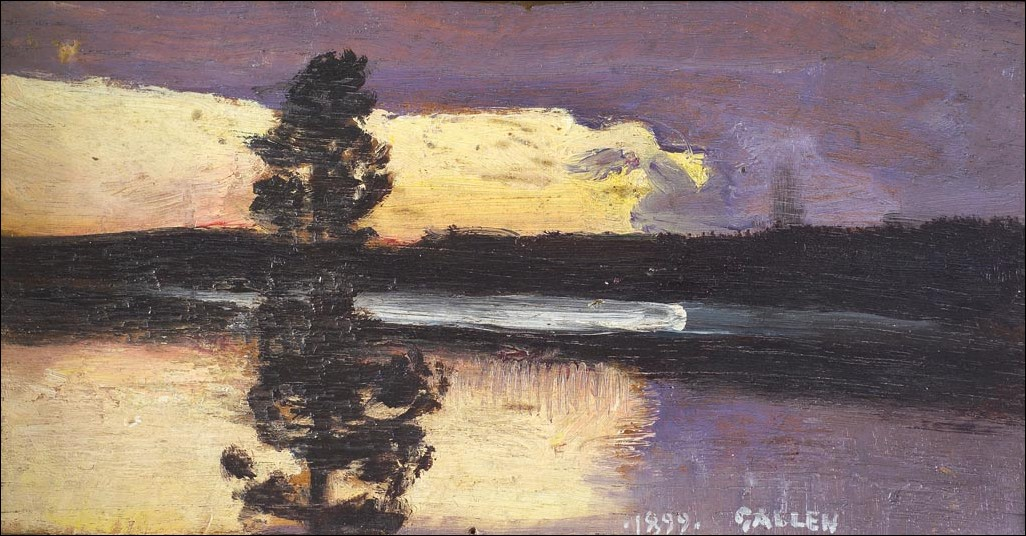
Puesta de sol
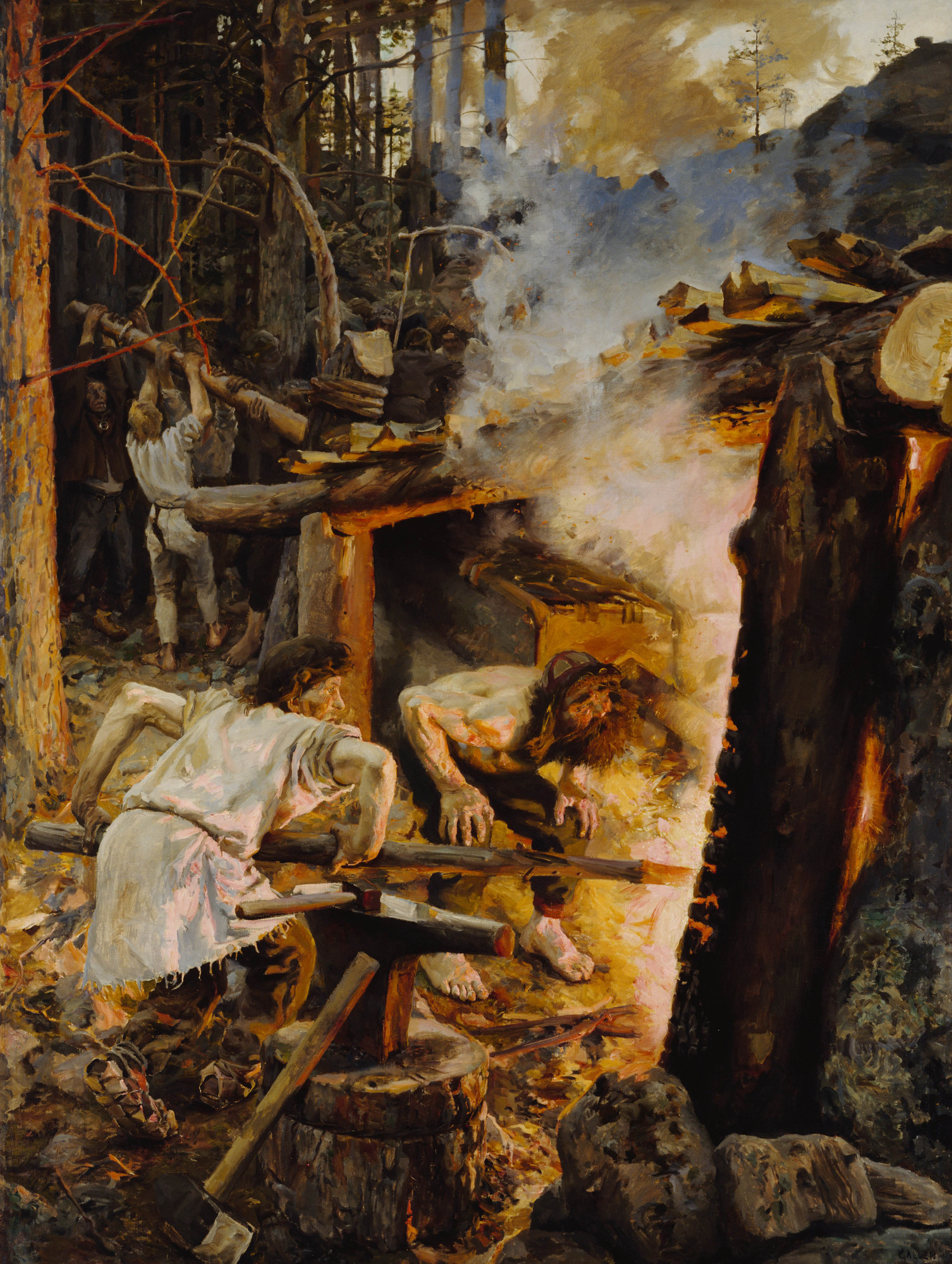
La forja del Sampo
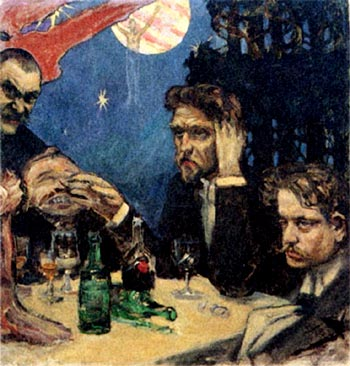
Simposio
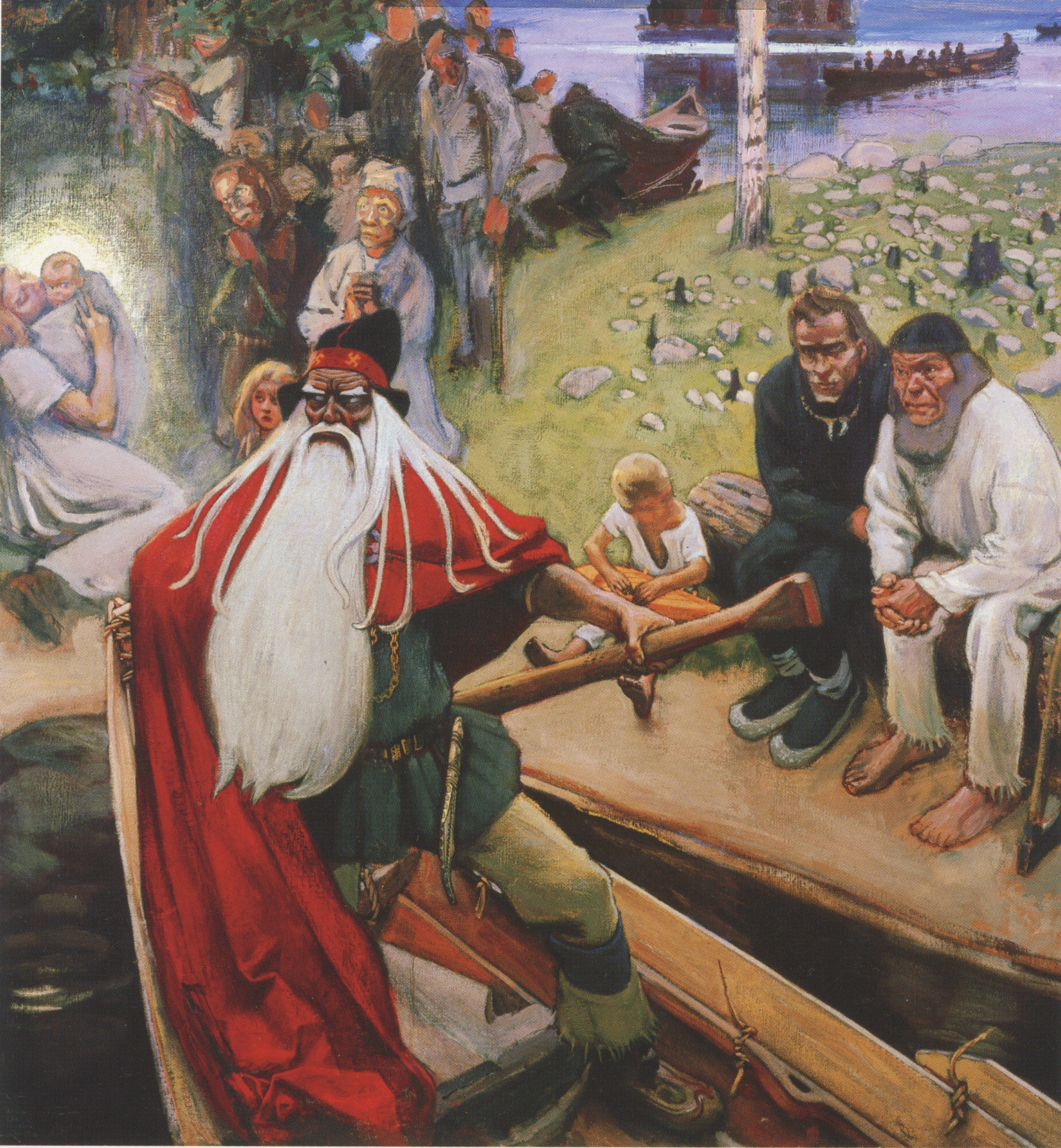
El bote de Väinämöinen
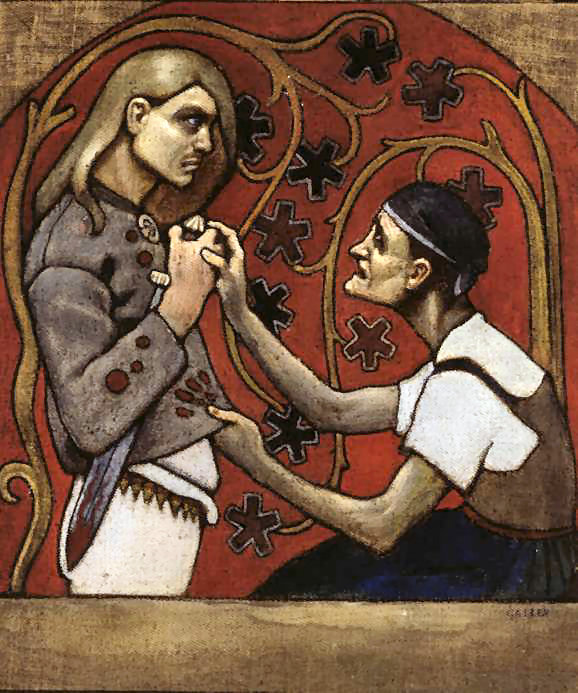
El fratricida
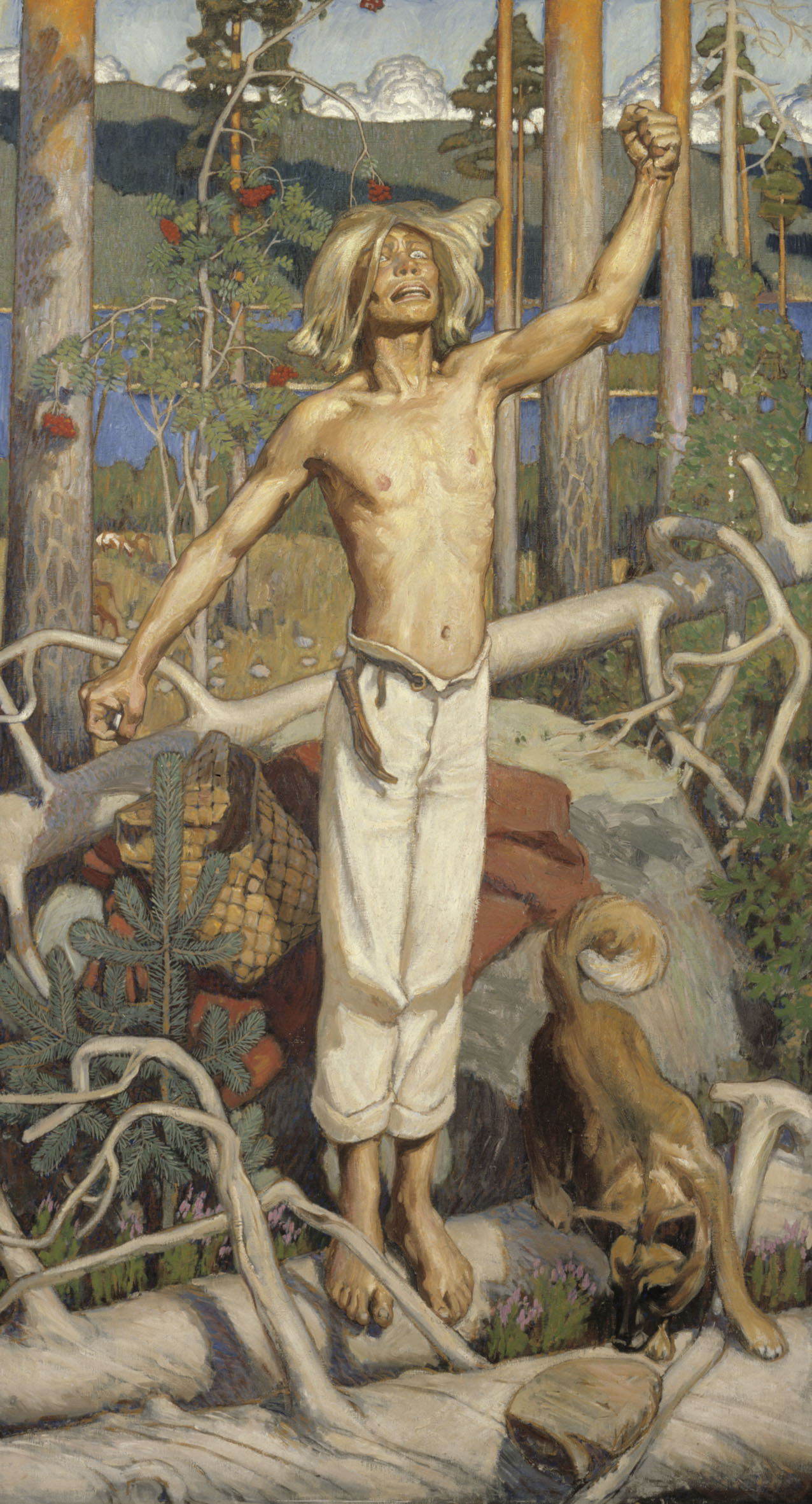
La maldición de Kullervo
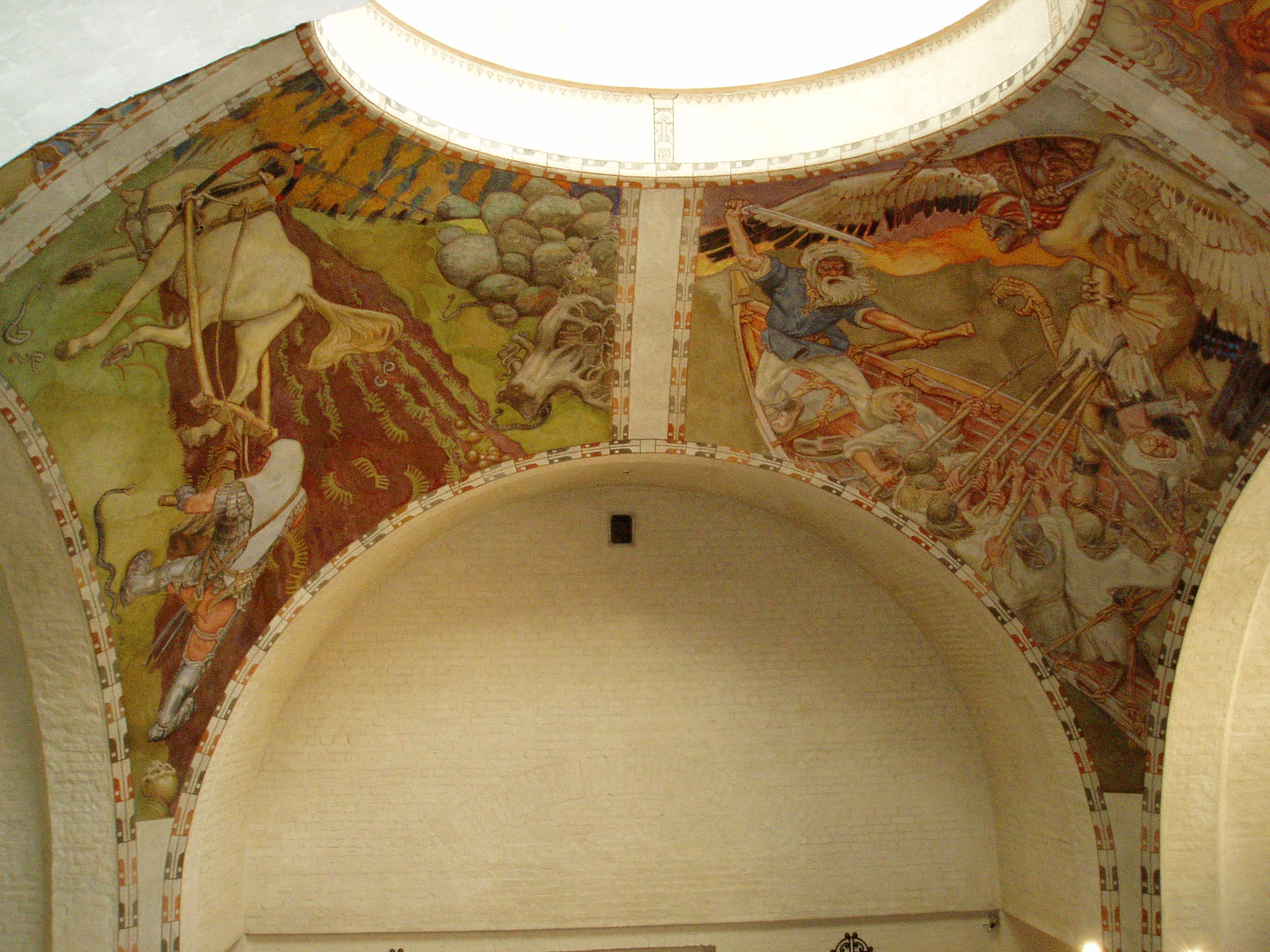
Museo Nacional de Historia de Helsinki: frescos de Ilmarinen arando el campo de las víboras y La defensa del Sampo